# 대구 동화사 감로도
대구 동화사 감로도(大邱 桐華寺 甘露圖)는 대한민국 대구광역시 동구 도학동 동화사에 있는 조선시대의 감로도이다. 2012년 1월 30일 대구광역시의 문화재자료 제49호로 지정되었다.

## 개요
고종 33(1896)년 화승(畵僧) 봉화(奉華), 인선(仁宣)에 의해 조성되었으며 부처의 수제자인 목련존자(目連尊者)가 아귀도에서 먹지 못하는 고통에 빠진 어머니를 구하기 위해 부처에게 그 방법을 묻고 해답을 듣는 내용을 묘사한 것이다. 조선후기 감로도에서 화면 중단의 중앙에 합장을 하고 있는 악귀를 통상적으로 2구 배치하는 것과 달리 1구를 배치하고 있으며 조선후기 감로도에서 중요한 비중을 차지하던 재단이 아귀의 앞쪽에 아주 작게 그려져 있고 의식행사나 뇌신의 모습도 보이지 않는 것이 특징적이다.

## 참고 문헌
- 대구 동화사 감로도 - 국가유산청 국가유산포털